# Jason Simon
Jason Simon (* 21. März 1969 in Sarnia, Ontario) ist ein ehemaliger kanadischer Eishockeyspieler, der im Verlauf seiner aktiven Karriere zwischen 1986 und 2009 unter anderem über 350 Spiele in der International Hockey League (IHL) und American Hockey League (AHL) auf der Position des linken Flügelstürmers bestritten hat. Darüber hinaus absolvierte Simon, der in über 770 Begegnungen in neun nordamerikanischen Minor Leagues auf dem Eis stand, fünf Partien für die New York Islanders und Phoenix Coyotes in der National Hockey League (NHL).

## Karriere
Simon verbrachte seine Juniorenzeit zwischen 1986 und 1989, wo er in diesem Zeitraum für die London Knights, Sudbury Wolves, Hamilton Steelhawks, Kingston Raiders und Windsor Spitfires aktiv war. Insgesamt absolvierte der Stürmer in den drei Spielzeiten 191 OHL-Spiele, in denen er 107 Scorerpunkte sammelte. Die meisten Spiele absolvierte er dabei für die Sudbury Wolves und Windsor Spitfires. Zum Abschluss seiner Juniorenkarriere wurde Simon im NHL Entry Draft 1989 in der elften Runde an 215. Stelle von den New Jersey Devils aus der National Hockey League (NHL) ausgewählt.
Mit dem Wechsel in den Profibereich begann Simons Weg durch das System der nordamerikanischen Minor Leagues. Zunächst wurde der Angreifer zwar von den New Jersey Devils unter Vertrag genommen, er spielte in den folgenden Jahren aber lediglich für die Farmteams Utica Devils in der American Hockey League (AHL) sowie die Nashville Knights und Johnstown Chiefs in der East Coast Hockey League (ECHL). Zudem folgten Einsätze für die San Diego Gulls in der International Hockey League (IHL). Ab dem Beginn der Saison 1992/93 lief der Kanadier vornehmlich in der Colonial Hockey League (CoHL) auf. Bis zum Herbst 1993 kam er dort zu 74 Spielen für die Flint Bulldogs und Detroit Falcons, bevor er zurück in die IHL wechselte. Dort hatten sich die Salt Lake Golden Eagles seine Dienste gesichert. Seine Leistungen dort bescherten ihm Anfang Januar 1994 einen Vertrag beim NHL-Kooperationspartner New York Islanders. Bei den Islanders kam er im restlichen Verlauf der Spielzeit 1993/94 zu vier Einsätzen.
Durch den Lockout und damit verbundenen, verspäteten Beginn der NHL-Saison 1994/95 kehrte Simon wieder in die Minor Leagues zurück. Der Offensivspieler kam in der Spielzeit 1994/95 daher bei den Denver Grizzlies in der IHL unter, mit denen er im Frühjahr 1995 die Meisterschaft der Liga in Form des Turner Cups gewann. Danach erhielt er im August 1995 einen Vertrag bei den Winnipeg Jets aus der NHL, die ihn in der AHL bei den Springfield Falcons einsetzten. Im Sommer 1996 zog das Winnipeg-Franchise um und setzte den Spielbetrieb als Phoenix Coyotes fort. Damit einher ging auch der Wechsel des Kooperationspartners, sodass Simon in der Saison 1996/97 wieder in der IHL – diesmal bei den Las Vegas Thunder – auflief. Zudem stand er einmal für Phoenix in der NHL auf dem Eis. Dennoch endete das Arbeitsverhältnis im nach der Spielzeit und er wurde als Free Agent von der Colorado Avalanche verpflichtet. In der Folge sammelte Simon in der Saison 1997/98 für die Hershey Bears in der AHL und Rafales de Québec in der IHL Einsatzminuten.
Vor dem Spieljahr 1998/99 fand der Flügelspieler keinen neuen Arbeitgeber auf NHL-Niveau, woraufhin er bei den Colorado Gold Kings in der West Coast Hockey League (WCHL) anheuerte. Weitere Stationen in den folgenden vier Jahren waren die Port Huron Border Cats und Port Huron Beacons in der United Hockey League (UHL), Louisville Panthers in der AHL, Memphis RiverKings in der Central Hockey League (CHL), Anchorage Aces in der WCHL sowie die Rapides de LaSalle in der semiprofessionellen Ligue de hockey semi-professionnelle du Québec (LHSPQ). Danach pausierte Simon in der Saison 2003/04 für ein Jahr. Zum anschließenden Spieljahr kehrte er aber wieder zurück und absolvierte einige Spiele für die Saint-François de Sherbrooke in der nun als Ligue Nord-Américaine de Hockey (LNAH) firmierenden, semiprofessionellen Liga in der Provinz Québec. Anschließend war er für die Huntsville Havoc und Jacksonville Barracudas in der Southern Professional Hockey League (SPHL) tätig, bevor sich der Stürmer zwischen 2006 und 2008 im kanadischen Amateureishockey betätigte. Dort gewann er im Jahr 2008 den Allan Cup mit den Brantford Blast. Seine letzten professionellen Spiele absolvierte Simon in der Saison 2008/09 für die Detroit Dragons in der All American Hockey League (AAHL), ehe der 40-Jährige seine aktive Karriere beendete.

## Erfolge und Auszeichnungen
- 1995 Turner-Cup-Gewinn mit den Denver Grizzlies
- 2008 Allan-Cup-Gewinn mit den Brantford Blast

## Karrierestatistik
(Legende zur Spielerstatistik: Sp oder GP = absolvierte Spiele; T oder G = erzielte Tore; V oder A = erzielte Assists; Pkt oder Pts = erzielte Scorerpunkte; SM oder PIM = erhaltene Strafminuten; +/− = Plus/Minus-Bilanz; PP = erzielte Überzahltore; SH = erzielte Unterzahltore; GW = erzielte Siegtore; 1 Play-downs/Relegation; Kursiv: Statistik nicht vollständig)